# Liste der Universitäten in New Hampshire
Liste von Universitäten und Colleges im US-Bundesstaat New Hampshire:

## Staatliche Hochschulen
- University System of New Hampshire
  - Granite State College
  - Keene State College
  - Plymouth State University
  - University of New Hampshire

## Private Hochschulen
- Chester College of New England
- Colby-Sawyer College
- Daniel Webster College
- Dartmouth College
- Franklin Pierce College
- New England College
- New Hampshire College
- Rivier College
- Saint Anselm College
- Southern New Hampshire University
- Thomas More College of Liberal Arts